# Tyrrheniella sigillata
Tyrrheniella é um género de gastrópode  da família Hygromiidae, com uma única espécie reconhecida, T. sigilata. É também o único género da família Tyrrheniellidae 